# 富山県道146号五位尾上中町線
富山県道146号五位尾上中町線（とやまけんどう146ごう ごいおかみなかまちせん）は、富山県中新川郡上市町内を通る一般県道である。

## 概要

### 路線データ
- 起点：富山県中新川郡上市町五位尾村巻
- 終点：富山県中新川郡上市町上中町（富山県道3号富山立山魚津線交点）
- 実延長：6,755m

## 沿革
- 1960年（昭和35年）4月23日 - 認定[1]

## 地理

### 通過する自治体
- 富山県中新川郡上市町

### 接続する道路
- なし（起点：上市町五位尾村巻）
- 富山県道144号黒川滑川線（上市町黒川）
- 富山県道145号極楽寺郷柿沢線（上市町広野）
- 富山県道156号北島東町線（上市町東町字下町）
- 富山県道152号大岩神明町線（上市町神明町）
- 富山県道3号富山立山魚津線（終点：上市町上中町）

### 周辺
- 富山県立上市高等学校
- 上市町立南加積小学校
- 上市神明町郵便局